# 小笠原製粉
小笠原製粉株式会社（おがさわらせいふん）は、愛知県碧南市にある製粉業及びラーメン製麺業者。愛知県西三河のご当地インスタントラーメンで知られる。

## 沿革
1907年に創業し、小麦の製粉業で培った乾燥技術を生かして1965年に即席めん「キリンラーメン」を愛知県内で販売し、知られるようになる。キリンラーメン時代のパッケージは新発売当初のデザインを踏襲しており、味も素朴なあっさりとしたものなっている。一方で後述の再発売以降は国産原材料に拘ったものになっている。なお、ラーメンの製造は静岡県浜松市にある住岡食品に委託している。

## 製麺
商品のネーミングが動物園関係者から注目を集めたとされる。また、コラボ相手は動物などに限定しているわけではなく、お互いに「楽しく取り組める」ことのみが条件としている。

### キリマルラーメン（旧名：キリンラーメン）
発売当初の名称である「キリンラーメン」は、わずか5分程度ながら、調理され食するのを首を長くして待ってもらえるようにという願いからキリンという名称が付いた。また、キリンのように広い世代から末永く、親しまれるようにという意味もある。
西三河の酒屋や八百屋で売られ、当時は大手メーカーが進出してないことも手伝い、1970年代後半の最盛期には6食入り1袋で年間20万袋（年間120万食）が販売され、地域シェアをほぼ独占した。だが1980年代以降、大手との競争が激化すると、1988年には年間48万袋まで低下、1994年には10万食を切り、1995年に生産中止となった。
ところが、復帰を望む声が多数寄せられるようになったため、2002年に1回限定で販売することを決めると、予約だけで完売となり、以後、限定販売したところ完売続きとなり、2010年に生産を完全復活させた。その際に、小麦の麺に豆乳と米粉を混ぜ、食味を工夫した。
「幻のラーメン」と呼ばれていたが、全国販売や通信販売も開始して、2012年の売り上げは約130万食と過去最多を記録した。従来のしょうゆ味に加え、「みそ味」と「しお味」も新たに製造されている。
パッケージのキリンの名前は2017年5月12日に「ヘキリン」と命名された。
2018年5月29日、小笠原製粉はキリンラーメンの名称を変更することを発表した。公式では「大人の事情」としているものの、一部報道では飲料大手のキリンとの商標権のトラブルが背景にあるとしている。
- 1965年 - 地域発売
- 1995年 - 生産中止
- 2002年 - 限定復帰
- 2010年
  - 全国販売
  - 12月 - みそ味販売開始[4]
- 2011年11月 - しお味販売開始[4]
- 2018年5月29日 - 名称変更を発表[6]
- 2018年8月1日 - 新名称が、「キリマルラーメン」に決定。[8][9]。

### ペンギンラーメン
サンシャイン水族館とのコラボレート商品。2012年11月15日新発売。味はシーフード味で、スープはホタテの香りを用い、えび・するめ・魚介系をベースにしている。コラボのきっかけは2012年9月にサンシャインシティ（東京）でおこなわれた「日本全国カレー&ラーメン博覧会」の企画の過程で、サンシャインシティが提案したという。限定販売で好評のため、11月15日から一般販売を開始した。
- 2012年
  - 10月5日 - サンシャインシティで先行発売
  - 11月15日 - 全国発売開始

### カピバララーメン
埼玉県こども動物自然公園の打診から商品開発が始まったコラボレート商品。味は、こども動物自然公園の冬の風物詩となっているカピバラ温泉のゆず湯をイメージし、ゆず風味のしょうゆ味となっている。動物園での先行販売でゴールデンウィークの期間に約3,000袋が売れ、品切れの日もあったという。2013年5月26日以降、通販などの一般販売が開始された。5袋セットには、トートバッグがおまけとして付いた。
- 2013年
  - 4月5日 - 埼玉県こども動物自然公園で先行発売
  - 5月26日 - 全国発売開始

### その他
- チンアナゴラーメン（みそ味）
- アザラシラーメン（ごましょうゆ味）
- イルカラーメン（塩とんこつ味）
- カレイラーメン（カレー味）
- ふぐラーメン（ふぐ刺ししょうゆ味、ふぐ刺しみそ味の2種）
- とりめしラーメン（チキンしょうゆ味。高浜とりめし学会とのコラボレート商品）
- べっぴんラーメン（トマトスープ味、野菜スープ味、カレースープ味の3種。べっぴんプラスとのコラボレート商品）
- えのたんラーメン（えのきバターしょうゆ味。JA中野市とのコラボレート商品）
- プロ野球ラーメン（手羽先味、ごましょうゆ味の2種。広島東洋カープ・中日ドラゴンズとのコラボレート商品）
- ズーボラーメン（やさいカレー味。東山動植物園とのコラボレート商品）
- グランスピアーラーメン（でらうみゃーしお味。黄金鯱伝説グランスピアーとのコラボレート商品）
- きかんしゃトーマスラーメン（こどもしょうゆ味。きかんしゃトーマスとのコラボレート商品。ミュージカル会場にて販売）[12]
- すう姫の大好きラーメン（こどもしょうゆ味。『キャラぱふぇ』（KADOKAWA）とのコラボレート商品）
- ハローキティラーメン（しょうゆ味。新東名高速道路・岡崎サービスエリア限定発売）
- にゃーん麺（かつおだしスープ味。フェリシモ猫部とのコラボレート商品）